# Staalmanpark
Het Staalmanpark is een stadspark in Amsterdam-Nieuw-West.

## Geschiedenis en ligging
Het plein ligt ingebed in een woonwijk die al sinds eind jaren vijftig van de 20e eeuw werd ingericht. Van 2008 tot 2022 was/is sanering van de wijk (Staalmanpleinbuurt) noodzakelijk waarbij er gesloopt werd alsook nieuwbouw werd gepleegd. Tussen de Wilhelmina Druckerstraat (noord), Henri Dunantstraat (zuid), Elisabeth Boddaertstraat (oost) en Ottho Heldringstraat (west) werd een groenvoorziening aangelegd in de vorm van dit stadspark, dat in die periode ook haar naam kreeg. Het park ligt 200 meter ten westen van het Abraham Staalmanplein met dezelfde naamgever: Abraham Staalman. Tussen park en plein ligt een wijkje met woningen van Cornelis Keesman en Arthur Staal, dat net geen monumentstatus heeft (orde 2 in plaats van orde 1) en in de genoemde periode grondig gerenoveerd wordt. 
Het park bestaat uit speel- en sportveldjes. 

## Gebouwen
Aan het park staan twee gebouwen met het adres Staalmanpark. Staalmanpark 10 en 12, ontworpen door Architectenbureau Onix uit Groningen en gebouwd in 2008/2009 biedt onderdak aan de Einsteinschool. Een overblijfsel uit oude tijden is het elektriciteitshuisje in de noordwesthoek van het park.

## Kunst
Het plein wordt gedomineerd door het reusachtige beeld De Staalman van Florentijn Hofman. Voorts is er een wand bekleed met schoolkunst in de vorm van een tegeltableau. Verder zijn er artistieke klimwandjes geplaatst bij de school en in het park.

## Afbeeldingen

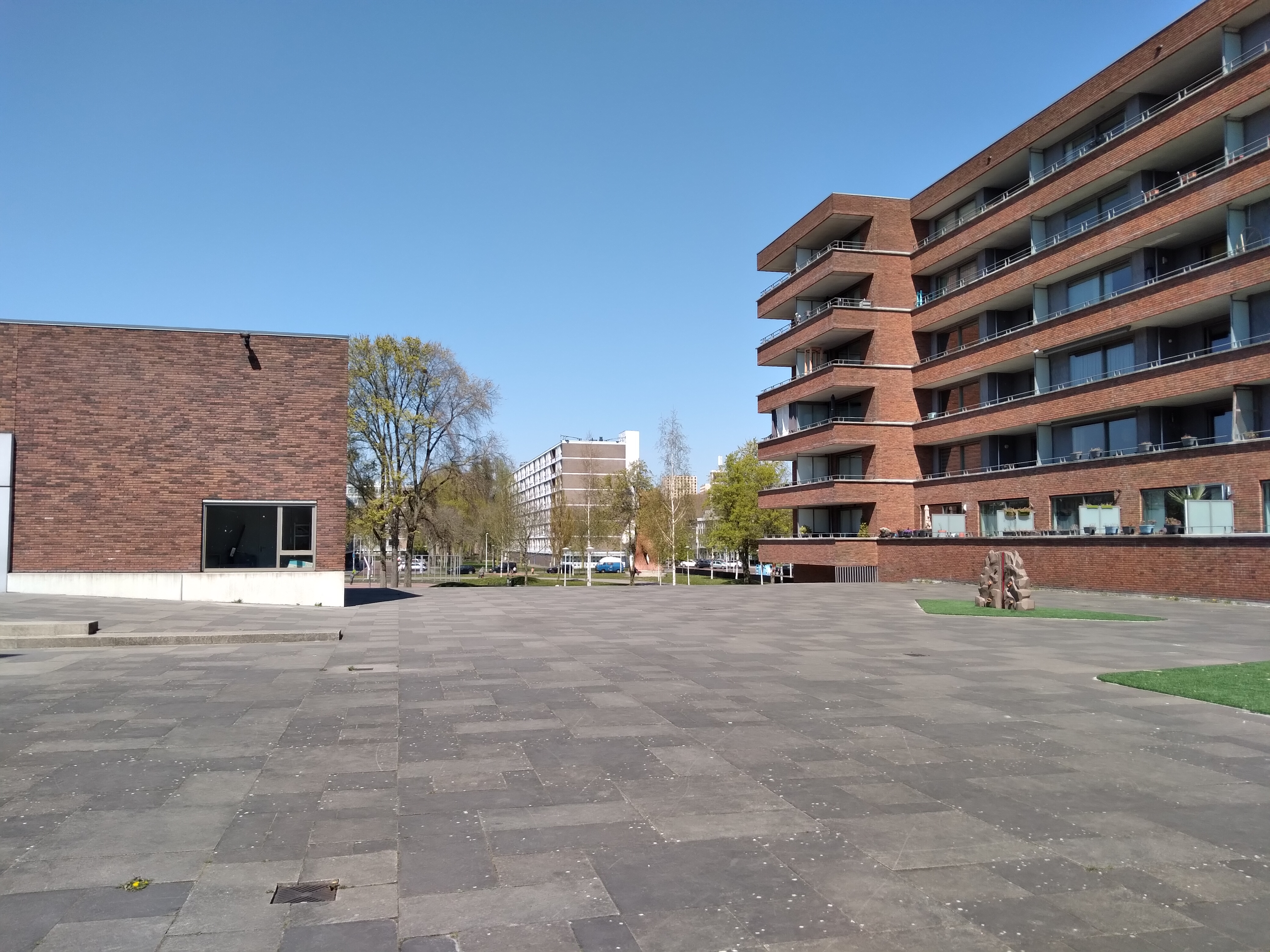
Binnenplein Einsteinschool (april 2021)
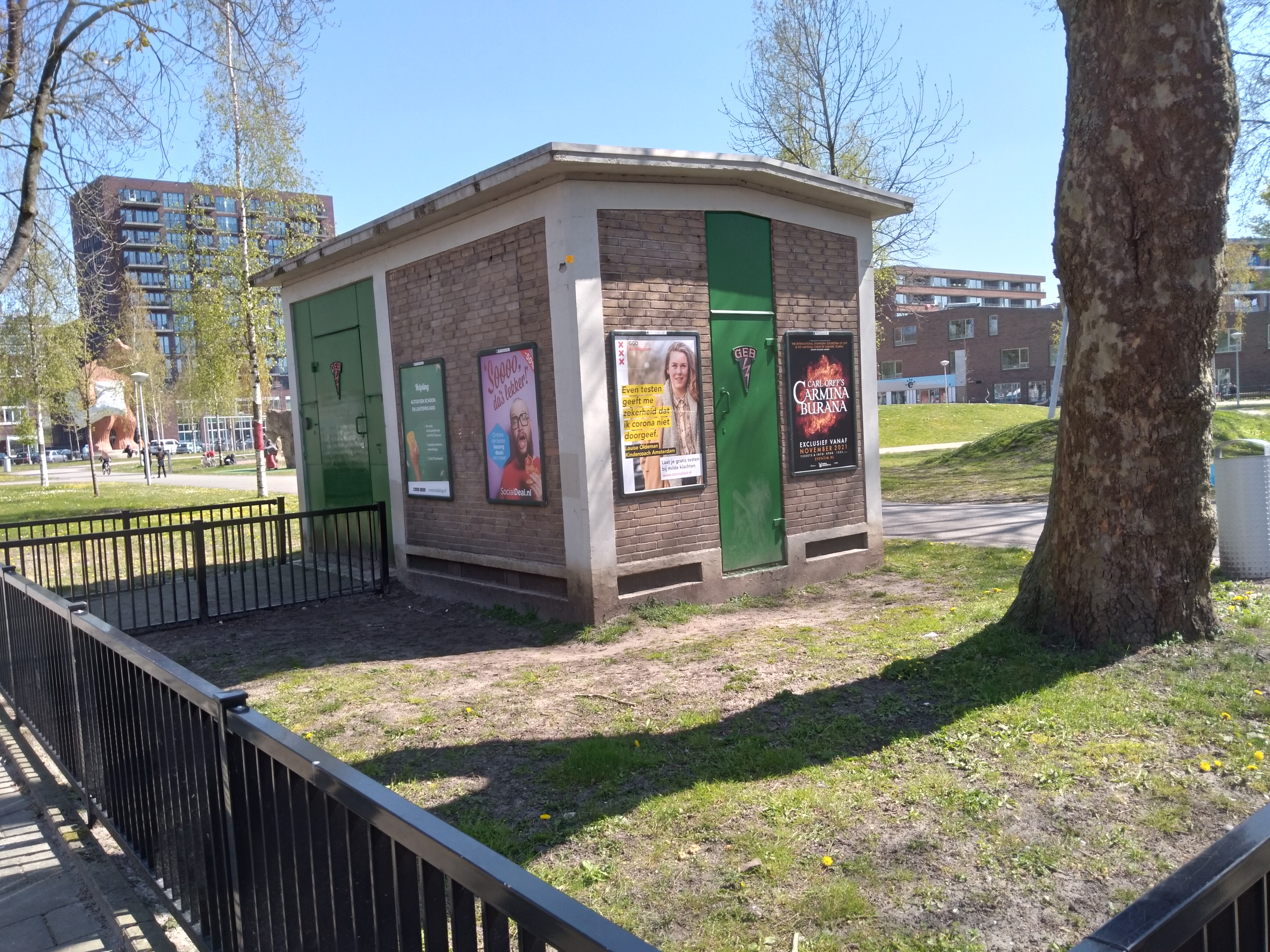
Elektriciteitshuisje (april 2021)
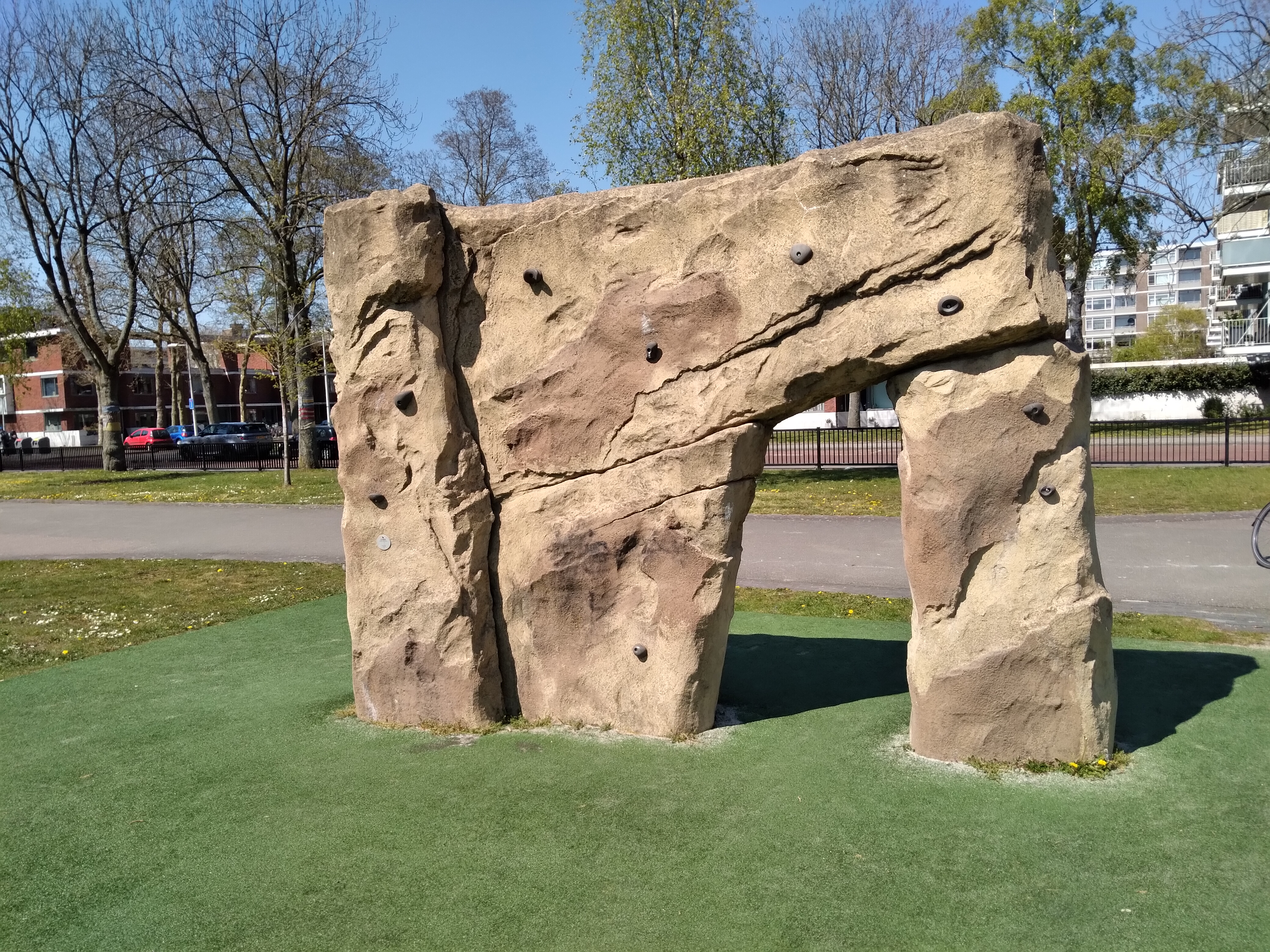
Klimwandje (april 2021)
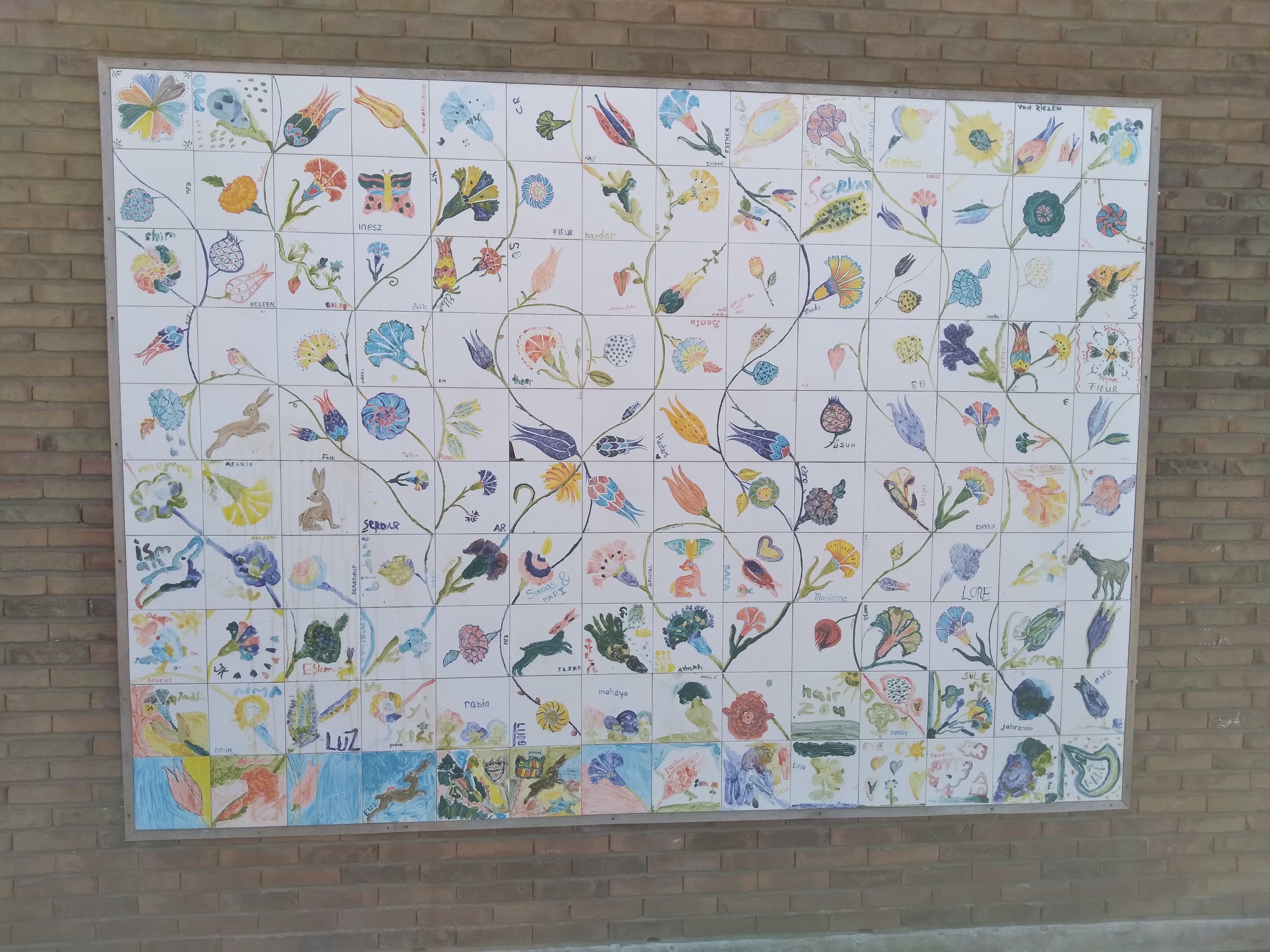
Tegeltableau (april 2021)